# Giappone ai Giochi della XXX Olimpiade
Il Giappone partecipò ai Giochi della XXX Olimpiade, svoltisi a Londra, Regno Unito, dal 27 luglio al 12 agosto 2012, con una delegazione di 291 atleti impegnati in ventinove discipline.